# Hans Jüttner

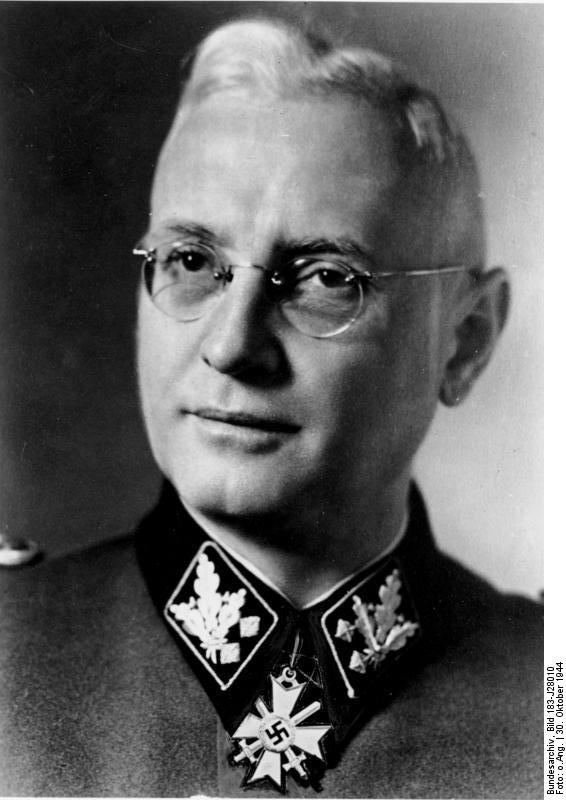
Hans Jüttner (1944)

Hans Gustav Gottlob Jüttner (* 2. März 1894 in Schmiegel, Provinz Posen; † 24. Mai 1965 in Bad Tölz) war ein deutscher SS-Obergruppenführer und General der Waffen-SS. Während des Zweiten Weltkrieges war er Chef des SS-Führungshauptamtes und vom 21. Juli 1944 bis April 1945 Chef des Stabes des Ersatzheeres, faktisch allerdings Befehlshaber, da der eigentliche Befehlshaber Heinrich Himmler diese Funktion nur pro forma innehatte.

## Leben
Hans Jüttner stammte aus kleinbürgerlichen Verhältnissen. Sein Vater war Mittelschullehrer und zuletzt Konrektor. Entgegen häufigen Angaben war der spätere SA-Obergruppenführer Max Jüttner nicht sein Bruder und auch nicht mit ihm verwandt. Nach dem Besuch des Gymnasiums begann Hans Jüttner zunächst eine Banklehre. Danach meldete er sich bei Ausbruch des Ersten Weltkriegs aber als Freiwilliger und trat in das Deutsche Heer ein. Bereits 1915 zum Leutnant befördert, wurde er 1920 als Oberleutnant im Zuge der Verringerung der Streitkräfte aus dem Heer entlassen. Danach war er kurzzeitig als Freikorpskämpfer tätig und arbeitete anschließend als Kaufmann. 1928 machte er sich in diesem Beruf selbstständig.

### Nationalsozialismus
Zum 1. Juni 1931 trat er der NSDAP (Mitgliedsnummer 544.163) sowie im selben Jahr der SA bei. 1933 wurde Jüttner Universitätssportlehrer in Breslau und mit der Führung des dortigen SA-Hochschulamtes beauftragt. 1934 wurde er zusätzlich Leiter des SA-Ausbildungswesens in München.
Im Mai 1935 wechselte er zur SS-Verfügungstruppe (SS-VT), der späteren Waffen-SS (SS-Nummer 264.497). Er wurde am 1. September 1936 zum SS-Sturmbannführer befördert und zur Inspektionsabteilung der SS-Verfügungstruppen nach Berlin versetzt. Bereits 1939 war Jüttner Inspekteur der Ersatztruppen der SS-VT-Division. Ab Anfang 1940 leitete er das Kommandoamt der SS-Verfügungstruppen. Im Sommer desselben Jahres wurde Jüttner zum Stabschef des neugeschaffenen SS-Führungshauptamtes befördert, das für die organisatorische und verwaltungsmäßige Führung der Waffen-SS verantwortlich war. Am 20. April 1941 wurde er zum SS-Gruppenführer und Generalleutnant der Waffen-SS und schließlich am 21. Juli 1943 zum SS-Obergruppenführer und General der Waffen-SS befördert. Seinen Karrierehöhepunkt erreichte er am 30. Januar 1943, als er zum Leiter des SS-Führungshauptamtes ernannt wurde.
Ab 21. Juli 1944 war Jüttner als Chef des Stabes des Ersatzheeres der Stellvertreter Himmlers in dessen Funktion als Chef der Heeresrüstung und Befehlshaber des Ersatzheeres. Jüttner war mitverantwortlich für die Errichtung von zahlreichen Kriegsgefangenenlagern, in denen vor allem sowjetische Kriegsgefangene interniert wurden.
Jüttner begegnete im November 1944 in Ungarn jüdischen Marschgruppen, die bei ihm einen schrecklichen Eindruck hinterließen. Er verlangte, zumindest das Wegtreiben von Frauen und Kindern einzustellen. Nach Darstellung Rudolf Kasztners wurden daraufhin 7500 Juden nach Budapest zurückgebracht.
In den letzten Kriegstagen, Anfang Mai 1945, floh Jüttner im Gefolge von Himmler über die sogenannte Rattenlinie Nord nach Flensburg.

### Nachkriegszeit
Am 17. Mai 1945 wurde Jüttner von britischen Behörden verhaftet und interniert. Im Zuge des Nürnberger Ärzteprozesses gab er eidesstattliche Erklärungen für den angeklagten Karl Genzken ab. Nach einem Spruchkammerverfahren im Lager Neustadt wurde Jüttner 1948 in die Kategorie Hauptschuldiger wegen seiner Betätigung im Nationalsozialismus eingruppiert und zu zehn Jahren Arbeitslager sowie Vermögenseinzug verurteilt. In einem Revisionsverfahren 1949 wurde er nur noch als belastet eingestuft, wodurch die Strafe auf vier Jahre Arbeitslager herabgesetzt und mit der Internierungshaft abgegolten war. Da Jüttner formal keine Befehlsgewalt über Fronteinheiten der Waffen-SS hatte, musste er sich nicht vor alliierter Militärgerichtsbarkeit verantworten. Er leistete jedoch einen maßgeblichen Beitrag zum „Aufstieg der SS“ und zur Etablierung der NS-Gewaltherrschaft: Knapp zwei Jahre fiel in seinen Zuständigsbereich die Inspektion der Konzentrationslager, und ihm unterstellte Ersatz- und Ausbildungseinheiten der Waffen-SS waren im Herbst 1941 an der Ermordung tschechischer Zivilisten sowie im Frühjahr 1943 bei der Niederschlagung des Aufstandes im Warschauer Ghetto beteiligt.
Um 1960 war er in Bayern ansässig und Inhaber eines Sanatoriums in Bad Tölz, Herderstraße. Er machte 1961 als Zeuge der Verteidigung eine Aussage beim Eichmann-Prozess. Jüttner war Mitbegründer der HIAG-Kameradschaft in Bad Tölz. Bei seiner Beerdigung im Mai 1965 erschienen mehrere HIAG-Kameradschaften, der Bundessprecher der HIAG Karl Cerff legte im Namen von Paul Hausser und dem HIAG-Bundesvorstand einen Kranz nieder.

## Auszeichnungen
- Eisernes Kreuz (1914) II. und I. Klasse[13]
- Spange zum Eisernen Kreuz II. und I. Klasse[13]
- Ehrendegen des Reichsführers SS
- Totenkopfring der SS[13]
- Kriegsverdienstkreuz II. und I. Klasse mit Schwertern[13]
- Deutsches Kreuz in Silber[13]
- Ritterkreuz des Kriegsverdienstkreuzes mit Schwertern am 30. Oktober 1944[14]